# Mio caro assassino
Mio caro assassino è un film del 1972 diretto da Tonino Valerii.

## Trama
Il commissario di polizia Luca Peretti decide di approfondire un caso che ritiene sospetto: un investigatore assicurativo viene ritrovato con la testa mozzata da una ruspa e, subito dopo, l'operaio addetto all'uso della ruspa impiccato. I suoi colleghi pensano a un omicidio colposo, seguito dal suicidio per sensi di colpa, ma Peretti scopre, grazie a un particolare indizio, che l'operaio è stato ucciso da qualcun altro. Scopre inoltre che l'investigatore stava indagando sul caso Moroni, un vecchio fatto di rapimento e omicidio: un anno prima Stefania, la piccola figlia di un ricco industriale, era stata rapita e, al momento di pagare il riscatto, anche il padre fu rapito e poi ucciso con un colpo alla testa mentre la piccola fu lasciata morire di inedia.
L'investigatore dell'agenzia aveva scoperto qualcosa, e aveva deciso di vendere le informazioni ai familiari delle vittime. Il commissario passa quindi a interrogare le persone collegate alla famiglia Moroni: la madre della bambina, affetta da alcuni problemi mentali sorti dopo la morte della figlia; la maestra dell'asilo; l'anziano zio Beniamino, legato in maniera quasi morbosa alla nipote; lo zio Oliviero, privo di una mano a causa di un vecchio incidente; la moglie di quest'ultimo; lo zio materno, piuttosto facoltoso; e il maggiordomo di famiglia.
Ma nel frattempo l'assassino, nel timore di essere scoperto, uccide di volta in volta le persone implicate nella vicenda, dato che neppure lui sa cosa avesse scoperto esattamente l'investigatore: prima strangola la moglie dello stesso investigatore, poi fa a pezzi con una sega circolare la maestra di Stefania, e infine arriva a uccidere anche Mattia, un barbone che viveva in una piccola baracca vicina al luogo dell'omicidio dell'investigatore assicurativo. Giungendo nel posto dove Stefania e suo padre erano morti, Peretti capisce che, prima di morire, Stefania aveva lasciato un indizio per fare identificare il suo carceriere, forse nascosto dietro uno specchio.
Una notte, l'assassino tenta di uccidere un'anziana signora venuta inconsapevolmente in possesso dell'oggetto: il colpevole viene però messo in fuga dal commissario che, recuperando lo specchio, scopre chi è l'assassino. Assieme alla polizia, Peretti va con l'oggetto a casa della famiglia Moroni, dove racconta la gelosia del colpevole nei confronti del padre della bambina, che ha ucciso la piccola Stefania e suo padre per poi eliminare freddamente vittime innocenti, senza sapere che in realtà era destinato al fallimento proprio a causa della prova conservata in quello specchio. Il commissario rivela quindi il dettaglio che gli ha fatto capire la verità: Stefania, prima di morire, aveva disegnato sul retro dell'oggetto la figura del suo carceriere, rimarcandone una particolarità...la mancanza di una mano..

## Distribuzione
Negli USA è uscito con il titolo My Dear Killer.

## Accoglienza

### Critica
Alcuni critici lo hanno considerato "uno dei migliori film del genere thriller" e come "uno dei prodotti migliori, più vibranti e ben progettati del giallo italiano".

## Citazioni e riferimenti
Quando la maestra di scuola di Stefania non riesce a dormire e guarda la televisione, si vedono le scene iniziali di Django, di Sergio Corbucci.